# Viscount Lyons

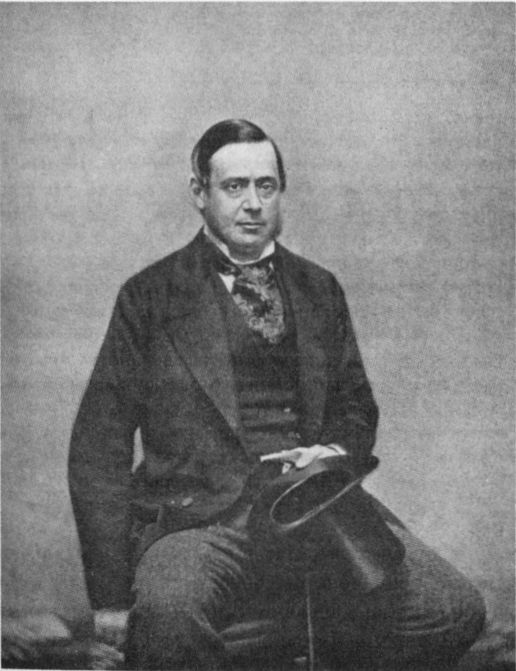
Richard Lyons, 1. Viscount Lyons

Viscount Lyons, of Christ Church in the County of Southampton, war ein erblicher britischer Adelstitel in der Peerage of the United Kingdom.

## Verleihung und nachgeordnete Titel
Der Titel wurde am 24. November 1881 für den Diplomaten Richard Lyons, 2. Baron Lyons geschaffen.
Der Viscount hatte bereits 1858 von seinem Vater die fortan nachgeordneten Titel Baron Lyons, of Christchurch in the County of Southampton, und Baronet, of Christchurch in the County of Southampton, geerbt, die diesem am 25. Juni 1856 bzw. am 29. Juli 1840 verliehen worden waren.
Am 24. November 1887 wurde angekündigt, dass der Viscount auch zum Earl Lyons erhoben werden solle, jedoch starb er, bevor das entsprechende Letters Patent ausgefertigt worden war. Da der Viscount unverheiratet und kinderlos blieb, erloschen alle seine Titel bei seinem Tod am 5. Dezember 1887.

## Liste der Barone und Viscounts Lyons

### Barone Lyons (1856)
- Edmund Lyons, 1. Baron Lyons (1790–1858)
- Richard Lyons, 2. Baron Lyons (1817–1887) (1881 zum Viscount Lyons erhoben)

### Viscounts Lyons (1881)
- Richard Lyons, 1. Viscount Lyons (1817–1887)